# Steve Chimombo
Steve Chimombo (Zomba, 4 de septiembre de 1945-11 de diciembre de 2015) fue un escritor de Malaui. Estudió en Malaui, el Reino Unido y los Estados Unidos, y fue profesor de inglés en la Universidad de Malaui.

## Obra
- The Rainmaker, 1978 (teatro)
- Wachiona Ndani? (1983) (teatro)
- The Basket Girl, 1990 (novela)
- Napolo and the Python, 1994 (poesía)
- The Wrath of Napolo, 2000 (novela)
- Epic of the Forest Creatures, 2005 (poesía)